# Ayagawa
Ayagawa (japanska: 綾川町?, Ayagawa-chō) är en landskommun (köping) i Kagawa prefektur i Japan. 